# Extra PC
Extra PC – czeskie czasopismo poświęcone tematyce komputerowej. Jego pierwszy numer został wydany w 2006 r. i od tej pory wychodziło jako miesięcznik.
W 2010 roku nakład czasopisma wyniósł 17 864 egzemplarzy. W 2016 roku zaniechano jego wydawania.
Wydawcą czasopisma była firma Extra Publishing s.r.o.